# Travnik
Travnik er en by i det centrale Bosnien-Hercegovina, og havde i 2013 et indbyggertal på 15.344 i byen, og  53.482 i kommunen. Byen ligger i kantonen Centralbosnien.
- Wikimedia Commons har flere filer relateret til Travnik